# 三人の学生
「三人の学生」（さんにんのがくせい、"The Adventure of the Three Students"）は、イギリスの小説家、アーサー・コナン・ドイルによる短編小説。シャーロック・ホームズシリーズの一つで、56ある短編小説のうち33番目に発表された作品である。イギリスの『ストランド・マガジン』1904年6月号、アメリカの『コリアーズ・ウィークリー』1904年9月24日号に発表。1905年発行の第3短編集『シャーロック・ホームズの帰還』(The Return of Sherlock Holmes) に収録された。

## あらすじ
1895年、ホームズはロンドンから離れて、個人的な趣味である「初期イギリスの勅許状の研究」のため、ワトソンと共にある有名な大学町に滞在していた。そこで大学の図書室にこもっていたホームズを、その大学の講師であるヒルトン・ソームズという男が突然訪ねてきた。
明日は学校で奨学金試験が行われる予定であり、ソームズも試験委員になっていた。問題用紙はトゥキディデスのギリシャ語長文で、用紙3枚にわたる文章である。今日の3時頃に印刷所から問題用紙の校正刷りが届いたので、ソームズは間違いがないかをチェックしていた。4時半に、お茶に誘われたので友人の部屋を訪問し、１時間以上も部屋を空けてしまった。帰ってみればドアに鍵が差し込んである。自分の鍵はポケットにあるので、もう一つの鍵を持っている用務員のバニスターに聞けば、お茶を飲むかを聞くためソームズの部屋を訪ねたときに、鍵を抜き忘れたという。バニスターは、10年ほどソームズの世話をしている正直な男で信用できるらしい。机の上を見れば重ねていた問題用紙が、バラバラに放り出されているほか、窓際のテーブルに鉛筆の削りくずと折れた芯があり、書き物机には長さ3センチほどの切り傷と、おがくずが混じった粘土の小さな塊が残されていた。驚いたバニスターは、離れた椅子に座り込んだままだった。問題を見たことをバニスターは真顔で否定するので、ほかの何者かによって書き写されたとしか考えられない。この事件を警察沙汰にしたくなかったソームズは、問題用紙をきちんと保管し、椅子に座ったままのバニスターを残して、たまたま大学を訪れていたホームズに事件の捜査を依頼しに来たという。そして、容疑者はその試験を受ける予定の3人の学生のうちの誰かに違いないと語った。最初は気乗りのしないホームズであったが、ソームズから事件の内容を聞かされて興味を示し、捜査に協力することにした。
ソームズの部屋は大学の学生寮の1階にあり、試験を受ける予定の3人は、同じ学生寮の2階に住む非常に背の高いスポーツマンで学業成績も良いギルクリスト、3階に住む勤勉だがギリシャ語が苦手なインド人留学生のラース、4階に住む秀才だが怠け者で素行の良くないマクラレンである。ソームズの部屋に行ったホームズは、まず用務員のバニスターに事情を聞き、部屋の窓の様子を丁寧に調べ、隣の寝室で書き物机にあったものと同じ粘土の塊を発見した。それから3人の学生に話を聞くことにした。ギルクリストは快く部屋に招き入れてくれた。ラースも部屋に入れてくれたが不機嫌そうな様子で、ホームズが帰るときにはほっとした顔をした。最後のマクラレンはドアを開けてくれず、罵る声だけがドアの向こうから聞こえた。その有様から、ソームズはマクラレンが最も怪しいと考えている様子であったが、ここでホームズがマクラレンの身長を教えてほしいとソームズに質問したところ、およそ5フィート6インチ（約168cm）でギルクリストよりも低くラースよりも高いという返事であった。ソームズの返事を聞いたホームズは、その点が非常に重要だと語る。ホームズがなぜ学生の身長を質問したのかさっぱり分からず、明日の試験のことが心配で早く事件を解決してもらいたいと焦るソームズに、今日の調査はここまでと言ってホームズは帰ってしまった。
次の日、珍しく早起きして散歩したホームズは、事件を解決するため、用務員のバニスターをもう一度呼び出し話を聞いた。そしてバニスターを部屋に残したまま、ソームズに犯人と思われる学生を呼びにやらせた。連れてこられたのはギルクリストである。ホームズは今朝、大学の運動場まで散歩し、現場に残されていたのと同じおがくずが混じった粘土を見付けていた。そして、ギルクリストが昨日、運動部の部活を終えて自分の部屋に帰る途中で、偶然にもソームズの部屋の窓から問題用紙があるのを見付け、鍵がかかっていないのを幸いに部屋に入って問題を書き写したのだと話す。昨日、ホームズは部屋の窓を調べて、身長6フィート（約183cm）の自分が背伸びをしてようやく部屋の中が見える程度の窓の高さであったことから、この窓から机の上の問題用紙を見ることができた学生はホームズよりも背の高いギルクリストしかいないと見抜いたのである。また、現場の机に残された傷はスパイク靴のもので、おがくずが混じった粘土は運動場の土と見られる点からも、運動部に所属しているギルクリストが犯人に違いないとホームズは推理したのである。
事件の真相は次の通りである。ホームズの推理通りに問題用紙を見つけたギルクリストは、部屋に入るとスパイク靴を書き物机に、手袋を椅子に置き、せっせと書き写しを始めた。力を入れて書いたので鉛筆の芯が折れ、問題用紙を重ねる暇もないのでバラバラにしておいた。やがてソームズが戻って来る気配がしたので、スパイク靴を持って寝室に隠れた。慌ててスパイク靴を引っ張ったので、机に切り傷が付いたし、粘土の塊が寝室にも落ちてしまった。バニスターは、かつてギルクリスト家に執事として勤めていて、恩義があった。ソームズに鍵のことで呼び出されたとき、椅子の上にギルクリストの手袋があるのを見つけ、それを隠すために座り込んだのだった。問題用紙をしまってソームズが出て行った後に、椅子に座っていたバニスターは寝室から出てきたギルクリストに会った。バニスターは、不正をしたギルクリストを諭したのであった。その言葉でギルクリストは改心し、奨学金試験は受けないと言った。そして手紙をソームズに手渡した。それには、南アフリカから招へいされていた仕事につくことにする、と書いてあった。ホームズは、間違いを悔い改めることのできる君ならば成功するだろう、とエールを贈るのであった。
刑事事件ではない不祥事（カンニング）を解いた、数少ないホームズの一篇。

## 大学の所在地について
正典中には、この大学が「有名な大学」とあるだけで、具体的にどこの大学であるかは明確には記されていない（正典には、大学側の名誉を守るために大学の名前は公表しない旨が記されている）。研究家たちは、この大学が少なくともオックスフォード大学かケンブリッジ大学のどちらかであることは間違いないとしているが、どちらの大学であるかについては論争が続いている。